# Cis sinensis
Cis sinensis es una especie de coleóptero de la familia Ciidae.

## Distribución geográfica
Habita en Yunnan (China).